# Berzeliusmedaljen
Berzeliusmedaljen är en medalj som utdelas av Kungliga Vetenskapsakademien på förslag av någon av dess medlemmar för framstående vetenskaplig forskning eller för akademiskt gjorda värdefulla tjänster.
Medaljen delas ut relativt sällan, under början av 1900-talet ungefär vart 10:e år.